# Rathaus Anholt

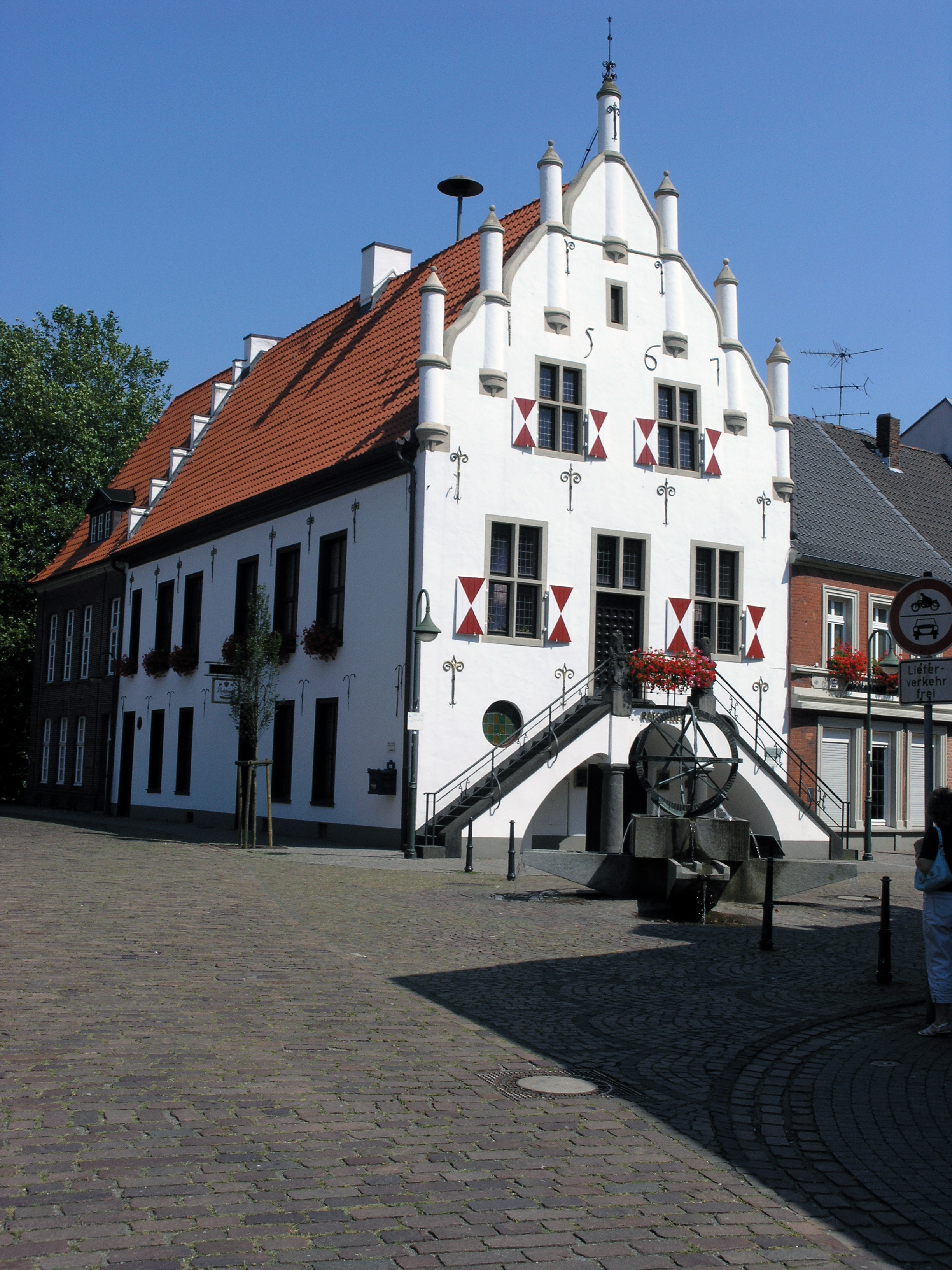
Rathaus in Anholt

Das historische Rathaus Anholt ist ein denkmalgeschütztes Profangebäude am Markt 14–16 in Anholt, einem Stadtteil von Isselburg im Kreis Borken (Nordrhein-Westfalen).

## Geschichte und Architektur
Der giebelständige, verputzte Backsteinbau mit geschweiftem Giebel und runden Fialen auf Konsolen wurde 1567 an der Stelle eines Vorgängergebäudes von der zweiten Hälfte des 14. Jahrhunderts errichtet. Das Hauptgeschoss ist über eine Freitreppe, die 1795 erneuert wurde, erschlossen. Die wappenhaltenden Löwen wurden 1570 angefertigt. Die Kreuzstockfenster wurden, nach Veränderungen im 19. Jahrhundert und Beschädigung des Gebäudes im Zweiten Weltkrieg, von 1952 bis 1955 frei rekonstruiert. Die Stuckdecke im ehemaligen Sitzungssaal zeigt Allegorien des Friedens und der Gerechtigkeit. Das Kaminrelief mit der Bezeichnung 1720 ist eine Arbeit von Heinrich Christian Hansche, es stellt einen Ritter und das Stadtwappen dar.